# Tahara Aruno
Tahara Aruno (tiếng Nhật: 田原 アルノ, sinh ngày 23 tháng 3 năm 1949 ở Shibuya, Tokyo) là một diễn viên lồng tiếng Nhật Bản.

## Vai lồng tiếng

### Anime
- Mahōjin Guru Guru (Bajāni)
- Dai no Daibouken (Badak)
- Death Note (David Hoope)
- Hikaru no Go (Mr. Shu)
- One Piece (Ben Beckman (2nd voice), Masira)
- The Story of Saiunkoku (Dr. Yō)

### OVA
- Mobile Suit Gundam 0083: Stardust Memory (Adamski Harida)
- Legend of the Galactic Heroes (Gurūneman)

### Hoạt hình chiếu rạp
- Mobile Suit Gundam II: Soldiers of Sorrow (Seki)

### Trò chơi điện tử
- Langrisser (Hawkings)
- Rogue Galaxy (Burton Willis, Yuvan)
- Skylanders: Spyro's Adventure (Rizzo)
- Skylanders: Giants (Rizzo)

### Tokusatsu
- Choukou Senshi Changéríon (Kuuretsuki)

#### Hoạt động trực tiếp
- America's Sweethearts (Dave Kingman (Stanley Tucci))
- Bound (Shelly (Barry Kivel))
- Commando (1989 TV Asashi edition) (Henriques (Charles Meshack))
- Dae Jang Geum (Yeonsangun of Joseon)
- Everwood (Doctor Abbott (Tom Amandes))
- The Frighteners (Special Agent Milton Dammers (Jeffrey Combs))
- The Godfather (2001 DVD and 2008 Blu-ray editions) (Tom Hagen (Robert Duvall))
- The Hangover (Sid Garner (Jeffrey Tambor))
- The Hangover Part II (Sid Garner (Jeffrey Tambor))
- The Hangover Part III (Sid Garner (Jeffrey Tambor))
- Homicide: Life on the Street (John Munch (Richard Belzer))
- The Mummy (Jonathan Carnahan (John Hannah))
- Pay It Forward (Eugene Simonet (Kevin Spacey))
- Road to Perdition (Alexander Rance (Dylan Baker))
- Stargate SG-1 (Apophis (Peter Williams))
- Tales from the Crypt: Demon Knight (The Crypt Keeper (John Kassir))
- Teenage Mutant Ninja Turtles II: The Secret of the Ooze (Phil)
- Thunderbirds (Parker (Ron Cook))